# 2705 Wu
2705 Wu este un asteroid din centura principală, descoperit pe 9 octombrie 1980 de Carolyn Shoemaker.